# Kanton Blesle
Kanton Blesle (fr. Canton de Blesle) je francouzský kanton v departementu Haute-Loire v regionu Auvergne. Tvoří ho 10 obcí.

## Obce kantonu
- Autrac
- Blesle
- Chambezon
- Espalem
- Grenier-Montgon
- Léotoing
- Lorlanges
- Lubilhac
- Saint-Étienne-sur-Blesle
- Torsiac